# Семеховичи
Семехо́вичи (или Семехови́чи, бел. Семехаві́чы) — деревня в Хойновском сельсовете Пинского района Брестской области Республики Беларусь, на границе с Украиной.
Деревня стратегически расположена на демаркационной карте: чтобы попасть в деревню, нужно дважды пересечь Государственную границу и проехать по дороге, которая принадлежит двум государствам одновременно.
Деревня, состоит из одной улицы. Деревянные дома, конечный остановочный пункт автобусного маршрута Пинск-Семеховичи (ч/з Невель), хозяйственные постройки, передвижная почта.

## География
Расположение: с одной стороны деревни — Украина, с другой — Белоруссия, посредине — асфальтированная дорога. По данной дороге в деревню поступают продукты и почта.
Украинские власти поддерживают на дороге относительно свободный режим передвижения (единственное условие: безостановочный режим транзитного движения). 
Белорусский пункт пропуска находится вблизи деревни. Белорусский лес теснит украинский хутор, затем Украину вновь сменяет Белоруссия. Транзитный участок — 5-6 км. Дорогу к деревне, электричество и связь белорусские службы поддерживают в рабочем состоянии.

## История
После развала СССР часть дороги отошла под юрисдикцию украинского государства, хотя сама деревня была и остаётся белорусской. До либерализации пограничных инструкций проехать в деревню было трудно — билет в деревню посторонним не продавали.

## Население
- 1999 — 109 чел.
- 2010 — 64 чел.
- 2019 — 28 чел.

## Культура
Речь жителей — смесь украинского и белорусского языков. Когда-то в деревне имелся сельский клуб.